# Station Gdynia Orłowo
Station Gdynia Orłowo is een spoorwegstation in de Poolse plaats Gdynia.